# Verleihung des Nestroy-Theaterpreises 2013

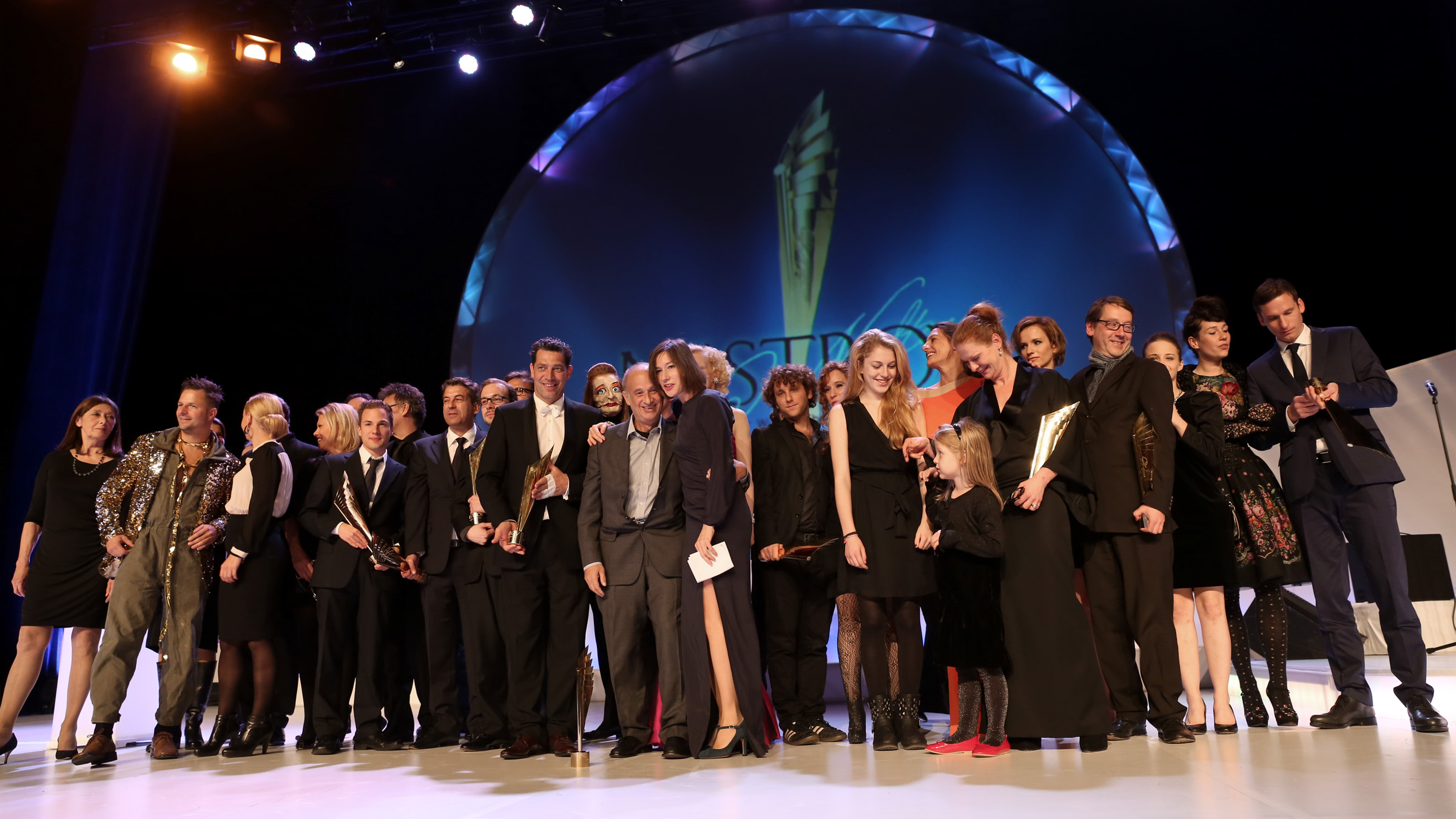
Preisträger und Nominierte bei der Preisverleihung 2013

Die Nestroyverleihung 2013, die vierzehnte Verleihung des Nestroy-Theaterpreises, fand am 4. November 2013 statt. Erstmals war die Halle F in der Stadthalle in Wien Ort der Preisverleihung. Moderiert wurde der Abend von der Schauspielerin Sunnyi Melles, selbst Preisträgerin als beste Schauspielerin 2005, unterstützt von Schülern des Max Reinhardt Seminars.

## Nominierte und Preisträger 2013

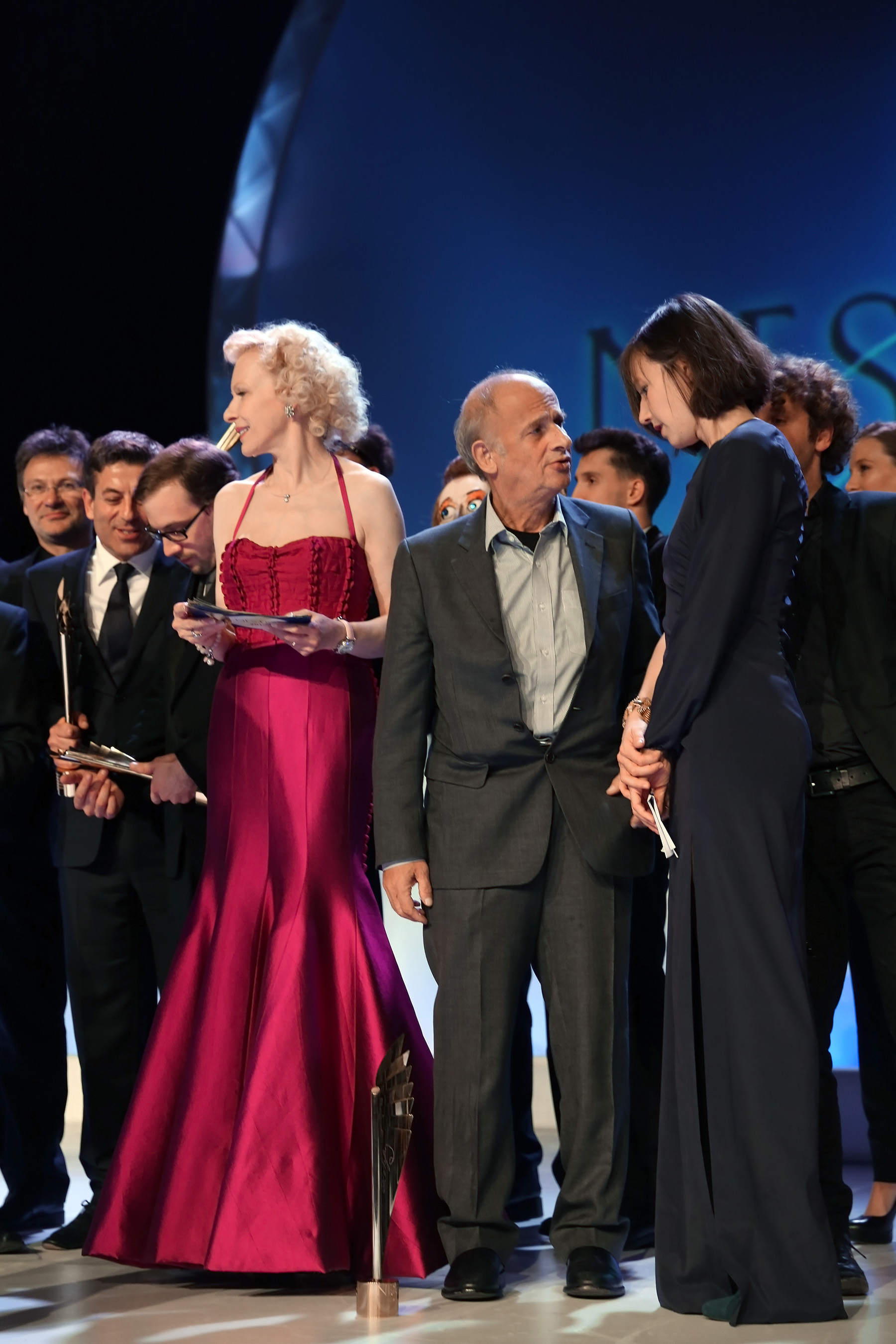
Sunnyi Melles, Lebenswerk-Preisträger Luc Bondy, Laudatorin Johanna Wokalek u. a.

Neben den Nominierungen wurden von der Jury drei Preisträger bereits im Vorfeld bekanntgegeben: Elfriede Jelinek wurde mit dem Autorenpreis, Annette Murschetz für die beste Ausstattung und Luc Bondy für sein Lebenswerk ausgezeichnet.
In zwölf Kategorien entschied eine Kritiker-Jury, bestehend aus Margarete Affenzeller, Thomas Gabler, Wolfgang Huber-Lang, Eva Maria Klinger, Michaela Mottinger und Lothar Schreiner über die Preisträger. In den drei Kategorien Beste Schauspielerin, Bester Schauspieler und Beste Nebenrolle gab es jeweils fünf Nominierungen, je drei davon wurden von der Akademie des Nestroy-Theaterpreises vorgeschlagen. In sieben Kategorien, Beste Regie, Bester Nachwuchs, Spezialpreis, Beste Off-Produktion, Beste Bundesländer-Aufführung und Beste deutschsprachige Aufführung wurden die Preisträger aus jeweils drei Nominierungen gewählt, wobei in den Kategorien Beste Regie und Bester Nachwuchs je zwei von der Akademie vorgeschlagen wurden.
| Meiste Nestroys:      | Elektra (2 Auszeichnungen) |
| Meiste Nominierungen: | Elektra (5 Nominierungen)  |

Im Folgenden die Preisträger und weiteren Nominierten des Jahres. Die Verleihung des Nestroy 2013 bezog sich auf die Theatersaison 2012/2013.

### Beste deutschsprachige Aufführung
Reise durch die Nacht von Friederike Mayröcker – Inszenierung: Katie Mitchell – Schauspiel Köln
nominiert:
Elektra von Hugo von Hofmannsthal – Inszenierung: Michael Thalheimer – Burgtheater
Hedda Gabler von Henrik Ibsen – Inszenierung: Martin Kušej – Residenztheater München

### Beste Bundesländer-Aufführung

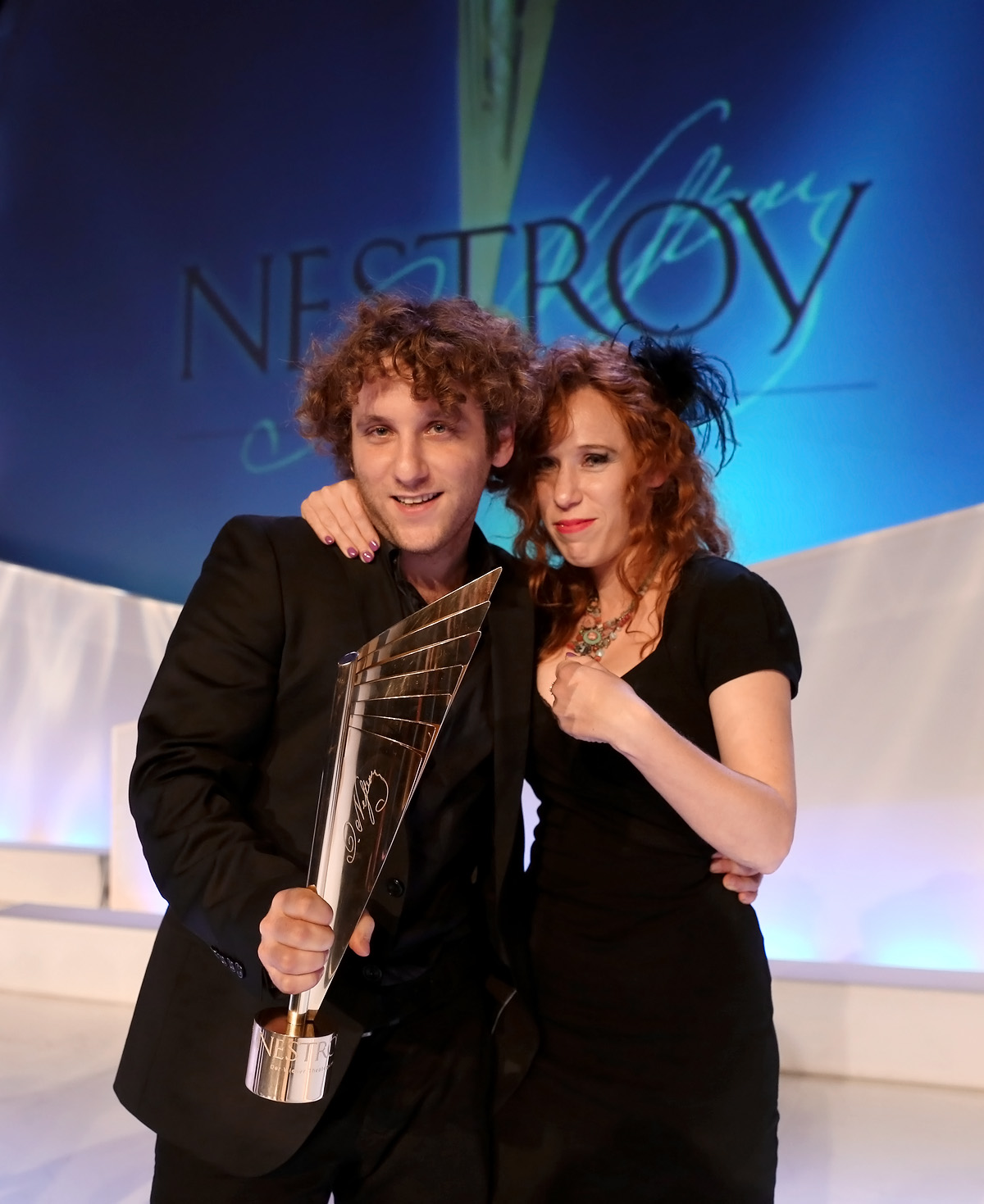
Yael und Michael Ronen

Hakoah Wien von Yael Ronen und dem Ensemble – Inszenierung: Yael Ronen – Schauspielhaus Graz
nominiert:
Mamma Medea von Tom Lanoye – Inszenierung: Philipp Hauß – Landestheater Niederösterreich
Wir verkaufen immer von Robert Woelfl – Inszenierung: Ute Liepold – Theater Wolkenflug am Landesmuseum Kärnten

### Beste Regie
Michael Thalheimer – Elektra (Hugo von Hofmannsthal) – Burgtheater
nominiert:
Martin Kušej – In Agonie (Miroslav Krleža) – Koproduktion der Wiener Festwochen mit dem Residenztheater München
Georg Schmiedleitner – Kasimir und Karoline (Ödön von Horváth) – Theater in der Josefstadt

### Beste Ausstattung
Annette Murschetz – In Agonie von Miroslav Krleža – Koproduktion der Wiener Festwochen mit dem Residenztheater München

### Beste Schauspielerin
Christiane von Poelnitz als Elektra – Elektra (Hugo von Hofmannsthal) – Burgtheater
nominiert:
Sandra Cervik als  Annie – Speed (Zach Helm) – Theater in der Josefstadt
Gerti Drassl als Franziska Jägerstätter – Jägerstätter (Felix Mitterer) – Theater in der Josefstadt
Franziska Hackl als Medea – Mamma Medea (Tom Lanoye) – Landestheater Niederösterreich
Katharina Straßer als Karoline – Kasimir und Karoline (Ödön von Horváth) – Theater in der Josefstadt

### Bester Schauspieler

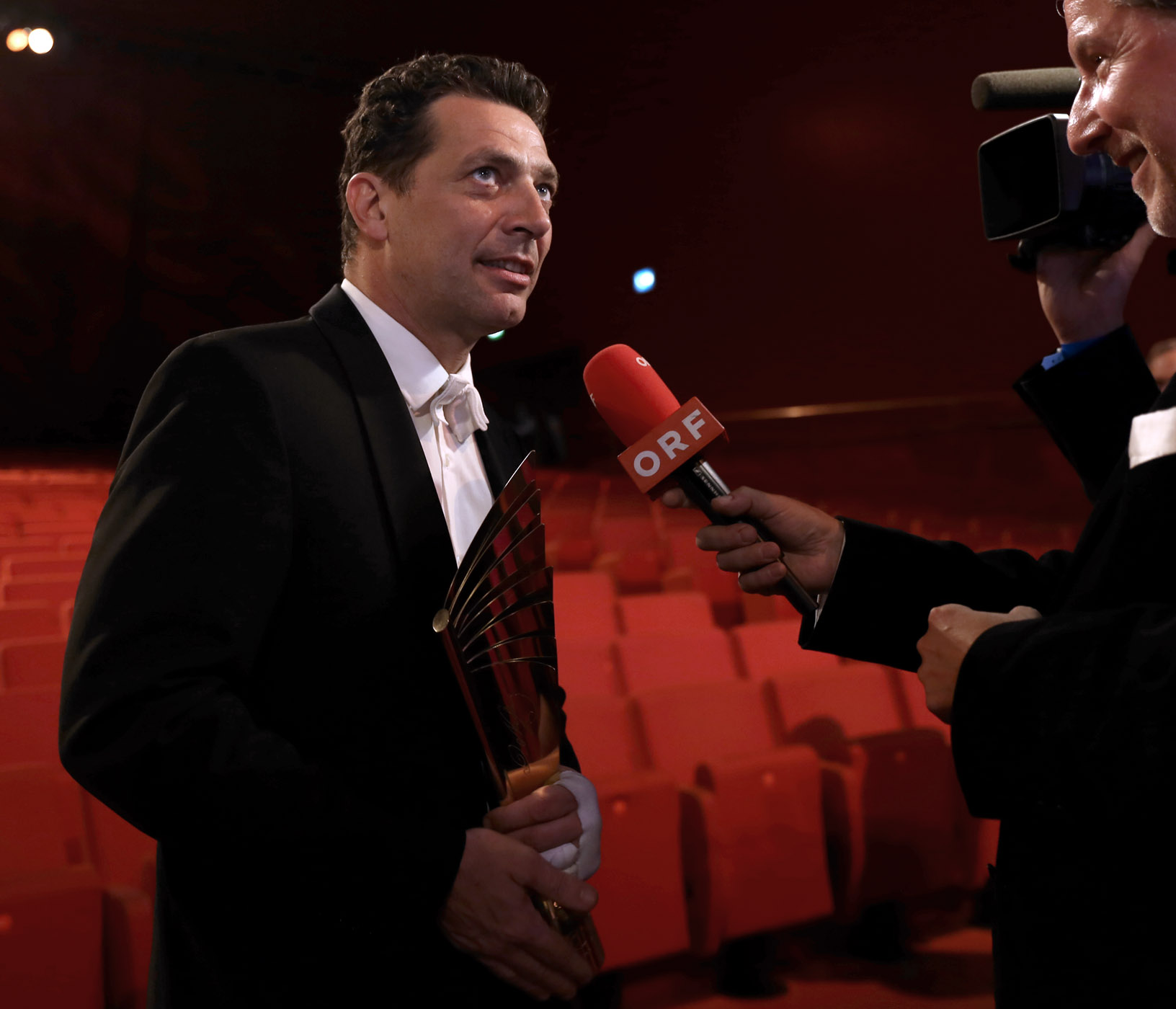
Gregor Bloéb

Gregor Bloéb als Franz Jägerstätter – Jägerstätter (Felix Mitterer) – Theater in der Josefstadt
nominiert:
Norman Hacker als Oberleutnant Walter – In Agonie (Miroslav Krleža) – Koproduktion der Wiener Festwochen mit dem Residenztheater München
Philipp Hochmair als Jedermann – Jedermann (Hugo von Hofmannsthal) – Young Directors Project II Salzburg
Nicholas Ofczarek als Knieriem – Der böse Geist Lumpazivagabundus (Johann Nestroy) – Burgtheater/Salzburger Festspiele, als Iwan Petrowitsch Wojnizkij – Onkel Wanja (Anton Tschechow) – Akademietheater
Gert Voss als Orgon – Tartuffe (Molière) – Akademietheater

### Beste Nebenrolle

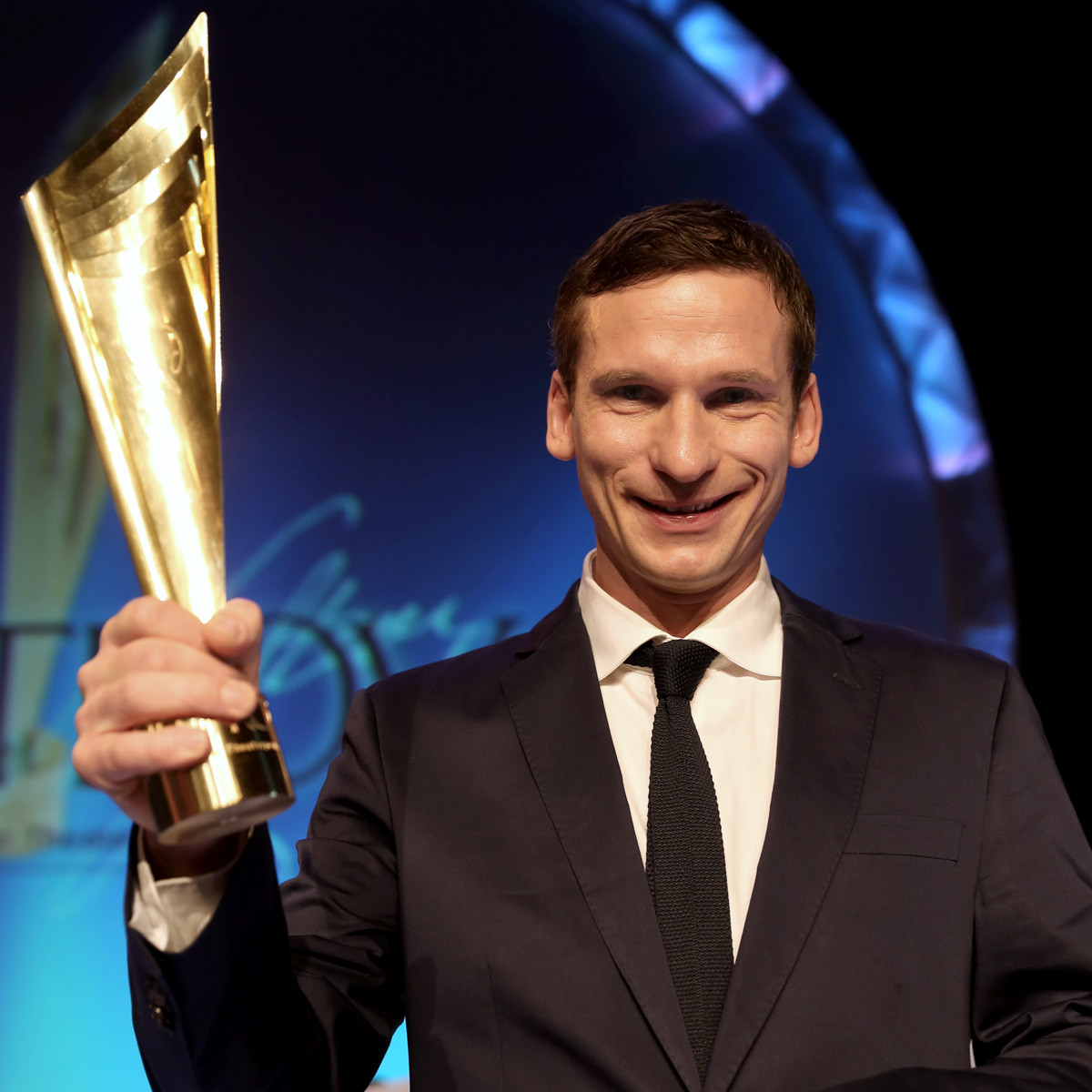
Till Firit

Till Firit als Lewin – Anna Karenina (Armin Petras) – Volkstheater Wien
nominiert:
Dominic Oley als Dr. Feldmann – Jägerstätter (Felix Mitterer) – Theater in der Josefstadt, als Mulholland – Speed (Zach Helm) – Theater in der Josefstadt
Barbara Petritsch als Frau Muskat – Liliom (Ferenc Molnár) – Burgtheater
Catrin Striebeck als Klytämnestra – Elektra (Hugo von Hofmannsthal) – Burgtheater
Adina Vetter als Chrysothemis – Elektra (Hugo von Hofmannsthal) – Burgtheater

### Bester Nachwuchs
Stefan Rosenthal als Sam McQueen – Wie man unsterblich wird – Jede Minute zählt (Sally Nicholls) – Theater der Jugend (Wien)
nominiert:
Jasna Fritzi Bauer als Luise – Liliom (Ferenc Molnár) – Burgtheater, als Purl Schweitzke – Einige Nachrichten an das All (Wolfram Lotz) – Akademietheater
Hanna Binder als Kitty – Anna Karenina (Armin Petras) – Volkstheater Wien

### Beste Off-Produktion
Habe die Ehre von Ibrahim Amir, inszeniert von Hans Escher als Produktion der Wiener Wortstaetten
nominiert:
Moorland von Gernot Plass nach Die Räuber von Friedrich Schiller, inszeniert vom Autor am TAG – Theater an der Gumpendorfer Straße
Der Selbstmörder von Nikolai Erdman, inszeniert von Bruno Max am Theater zum Fürchten im Theater Scala

### Bestes Stück – Autorenpreis

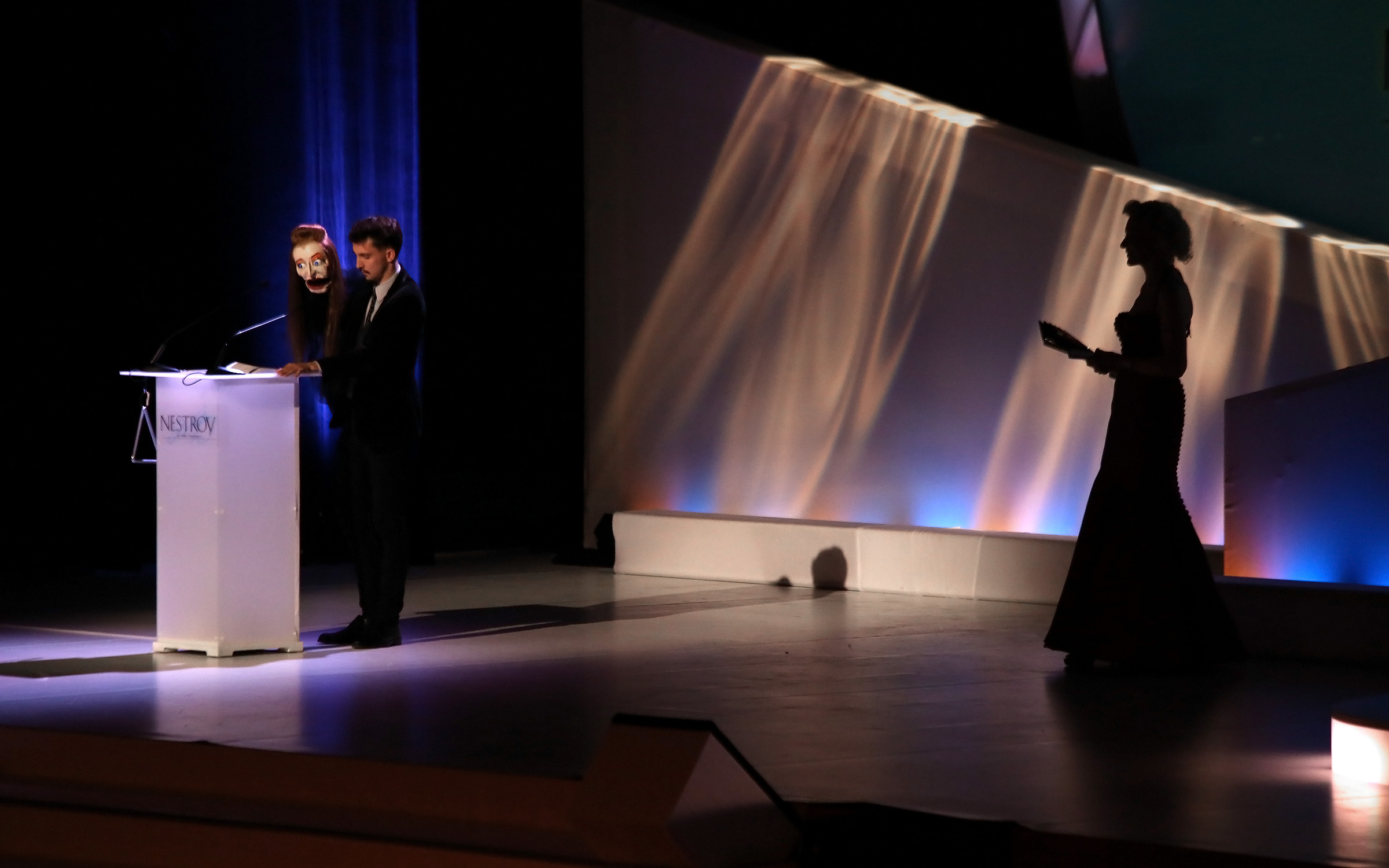
Nikolaus Habjan mit der Elfriede-Jelinek-Handpuppe aus Schatten (Eurydike sagt)

Schatten (Eurydike sagt) – Elfriede Jelinek – Akademietheater Wien

### Spezialpreis
Thomas Birkmeir für 10 Jahre innovatives, zeitgemäßes Kinder- und Jugendtheater am Wiener Theater der Jugend
nominiert:
Eva Jantschitsch alias Gustav für das Musikkonzept zu Ferdinand Raimunds Der Alpenkönig und der Menschenfeind am Burgtheater
Andreas Beck für die Produktion von Paul Claudels Der Seidene Schuh oder Das Schlimmste trifft nicht immer zu am Schauspielhaus Wien

### Lebenswerk

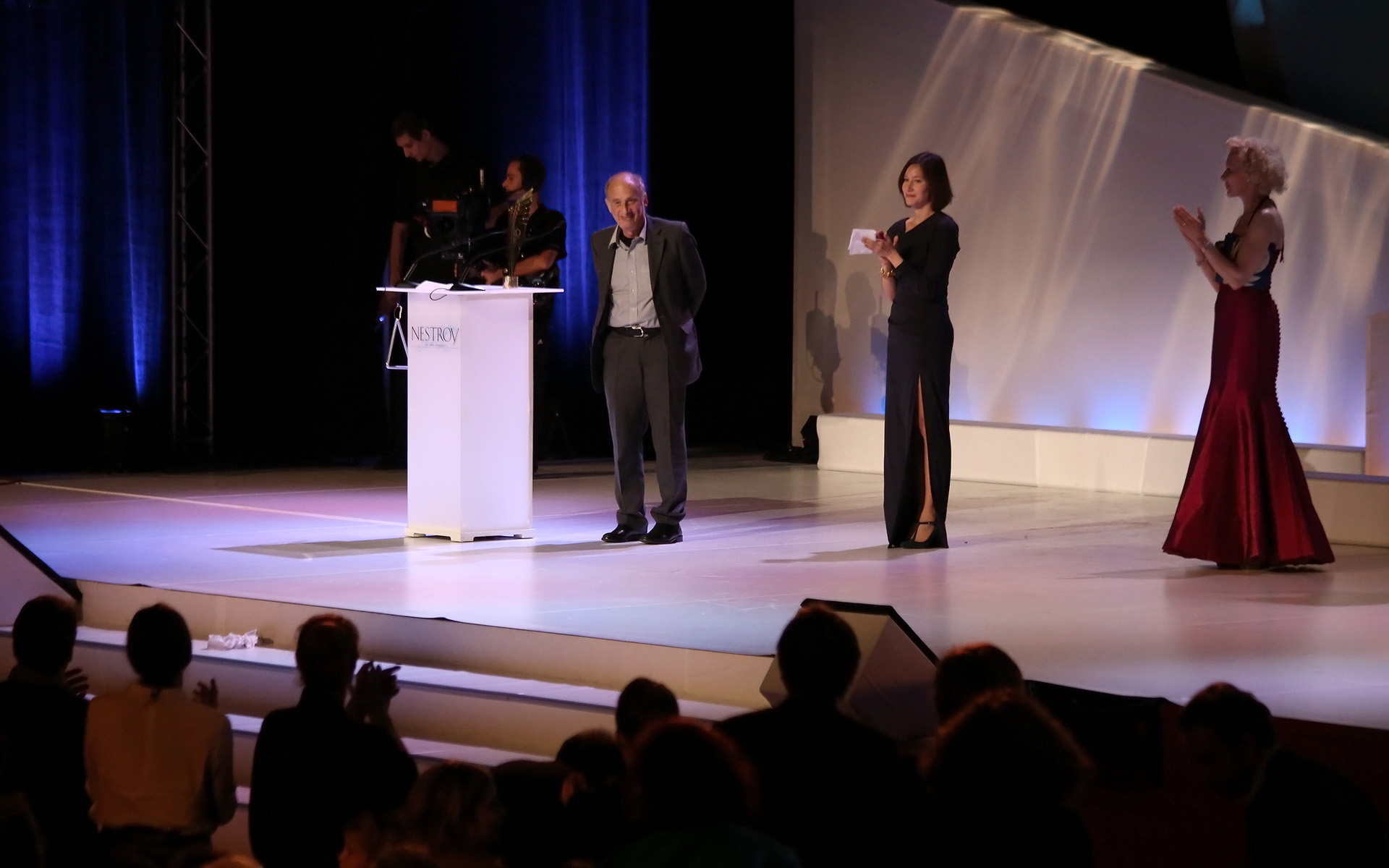
Luc Bondy mit Laudatorin Johanna Wokalek und Moderatorin Sunnyi Melles

Luc Bondy

### Publikumspreis
Florian Teichtmeister
nominiert:
Maria Bill, Michael Dangl, Stefanie Dvorak, Andrea Eckert, Christine Jirku, Andrea Jonasson, Johannes Krisch, Cornelius Obonya und Nicholas Ofczarek